# Піццоні
Піццоні (італ. Pizzoni, сиц. Pizzuni) — муніципалітет в Італії, у регіоні Калабрія,  провінція Вібо-Валентія.
Піццоні розташоване на відстані близько 490 км на південний схід від Рима, 45 км на південний захід від Катандзаро, 16 км на схід від Вібо-Валентії.
Населення — 1172 особи (2014).
Щорічний фестиваль відбувається 6 грудня. Покровитель — святий Миколай.

## Демографія
Населення за роками:

Станом на 1 січня 2023 року в муніципалітеті офіційно проживало 25 іноземців з 6 країн, серед них 7 громадян країн Євросоюзу.

## Сусідні муніципалітети
- Сімбаріо
- Соріанелло
- Соріано-Калабро
- Стефанаконі
- Ваццано